# Bisdom Galway, Kilmacduagh en Kilfenora
Het bisdom Galway, Kilmacduagh en Kilfenora (Latijn: Dioecesis Galviensis, Duacensis et Finaborensis, Iers: Deoise na Gaillimhe, Chill Mhic Dhuach agus Chill Fhionnúrach) is een rooms-katholiek bisdom in Ierland. Het omvat delen van de graafschappen Mayo, Galway en Clare. Het huidige bisdom ontstond in 1883 door een samenvoeging van het bisdom Galway met het bisdom Kilmacduagh en Kilfenora. Formeel is de bisschop van Galway en Kilmacduagh voor het oorspronkelijke bisdom Kilmacduagh apostolisch administrator.  Dit omdat het oorspronkelijke bisdom Kilmacduagh deel uitmaakt van de kerkprovincie Cashel. 

## Bisschoppen
- 2005-2016: Martin Drennan.[1]
- 2016-heden: zetel vacant

## Kathedraal

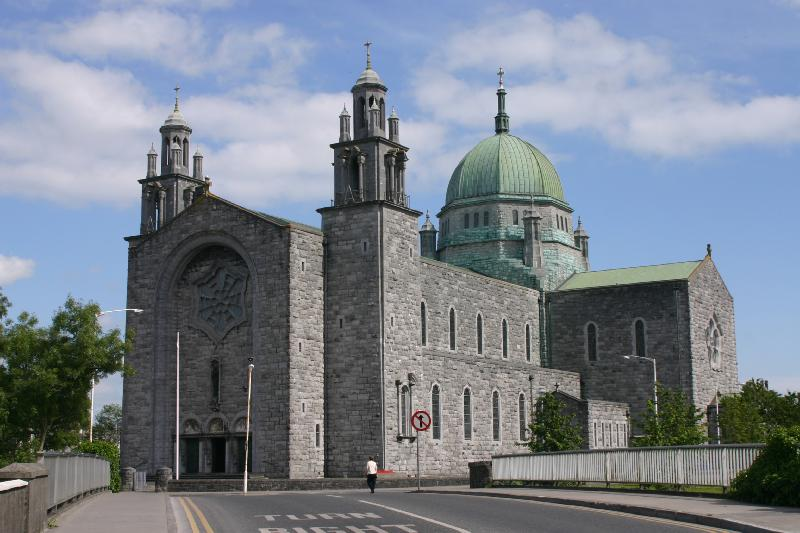
Kathedraal in Galway

De kathedraal van het bisdom staat in de stad Galway. De kerk werd gebouwd in 1958. Het gebouw is gewijd aan Maria-Tenhemelopneming en Sint Nicolaas.